# Savona Foot-Ball Club 1972-1973
Questa voce raccoglie le informazioni riguardanti il Savona Foot-Ball Club nelle competizioni ufficiali della stagione 1972-1973.

## Rosa
| N. |                   | Ruolo | Calciatore          |
| -- | ----------------- | ----- | ------------------- |
|    | Italia (bandiera) | A     | Giorgio Ardemagni   |
|    | Italia (bandiera) | C     | Luigi Bosca         |
|    | Italia (bandiera) | D     | Battista Brignole   |
|    | Italia (bandiera) | D     | Sergio Budicin      |
|    | Italia (bandiera) | D     | Francesco Canepa    |
|    | Italia (bandiera) | C     | Giovanni Capra      |
|    | Italia (bandiera) | A     | Giuseppe Corbellini |
|    | Italia (bandiera) | D     | Sergio Gava         |
|    | Italia (bandiera) | P     | Lucio Ghiso         |
|    | Italia (bandiera) | A     | Natalino Gottardo   |

| N. |                   | Ruolo | Calciatore         |
| -- | ----------------- | ----- | ------------------ |
|    | Italia (bandiera) | C     | Nello Governato    |
|    | Italia (bandiera) | A     | Vittorio Panucci   |
|    | Italia (bandiera) | P     | Ermes Paterlini    |
|    | Italia (bandiera) | D     | Bruno Perlo        |
|    | Italia (bandiera) | A     | Abramo Pigliacelli |
|    | Italia (bandiera) | C     | Marco Rossi        |
|    | Italia (bandiera) |       | Sacco              |
|    | Italia (bandiera) | D     | Santino Tirico     |
|    | Italia (bandiera) | A     | Alberto Tonoli     |
|    | Italia (bandiera) | A     | Guido Vivarelli    |